# Bingham Baring
Pour les articles homonymes, voir Baring et Ashburton.
Bingham Baring (juin 1799 - 23 mars 1864), 2e baron Ashburton, est un financier et homme politique britannique.

## Biographie
Fils d'Alexander Baring et petit-fils de William Bingham, il suit ses études à Oriel College (Oxford), dont il sort diplômé en 1821. Il est reçu Master of Arts en 1836 et Honorary Doctorate of Civil Law en 1856.
Il est membre du Parlement de 1826 à 1848.
Il est Secretary to the Board of Control (en) de 1841 à 1845 dans le cabinet de Robert Peel, puis Paymaster General (en) de 1845 à 1846. Il est admis au Royaume-Uni en 1845.
Il succède à son père en 1848 dans le titre de baron Ashburton et à la Chambre des lords.
Marié à la fille de George Montagu (6e comte de Sandwich), puis à celle de James Alexander Stewart-Mackenzie, il est le beau-père de William Compton (5e marquis de Northampton).

## Sources
- (en) Cet article est partiellement ou en totalité issu de l’article de Wikipédia en anglais intitulé « Bingham Baring, 2nd Baron Ashburton » (voir la liste des auteurs).